# مانيتول
المانيتول (بالإنجليزية: Mannitol)، هو نوع من كحول السكر يُستخدم كمُحلٍّ غذائي ودواء. يُستعمل كمُحلٍّ منخفض السعرات الحرارية نظرًا لضعف امتصاصه في الأمعاء.
أما دوائيًا، فيُستخدم المانيتول لتقليل الضغط داخل العين، كما في حالات الزرق، ولخفض الضغط داخل الجمجمة المرتفع. يُعطى طبيًا عن طريق الحقن الوريدي أو الاستنشاق، وتبدأ تأثيراته عادةً خلال 15 دقيقة وتستمر حتى 8 ساعات.
تشمل الآثار الجانبية الشائعة للاستخدام الطبي اضطرابات الكهرل (الشوارد) والجفاف. ومن الآثار الجانبية الخطيرة الأخرى تفاقم فشل القلب ومشكلات الكلى. لا تزال سلامة استخدامه أثناء الحمل غير واضحة.
ينتمي المانيتول إلى عائلة المدرات التناضحية، ويعمل عن طريق سحب السوائل من الدماغ والعينين.
يُنسب اكتشاف المانيتول إلى جوزيف لويس بروست عام 1806. ويُدرج المانيتول ضمن قائمة منظمة الصحة العالمية للأدوية الأساسية. وقد صُنع في الأصل من شجرة الرماد المزهرة وسُمي "المنّ" لتشابهه المزعوم مع الطعام المذكور في الكتاب المقدس.
يُدرج المانيتول أيضًا ضمن قائمة المواد المحظورة لدى الوكالة العالمية لمكافحة المنشطات بسبب مخاوف من إمكانية استخدامه لإخفاء وجود أدوية محظورة.

## الاستخدام الصيدلاني
يُعتبر المانيتول محليّاً وممدداً في المحافظ والمضغوطات . يُستخدم المانيتول بشكل واسع في المستحضرات الصيدلانية والمنتجات الغذائية، فهو يُستخدم بشكل أساسي كممدد بنسبة تتراوح بين 10-90% وزن/وزن في المضغوطات، إذ يمتاز بأنه جاذب للرطوبة مما يُعطيه أهمية صيدلانية كبيرة خصوصاً لدى استخدامه مع المواد الحساسة للرطوبة .
يُستخدم المانيتول في تطبيقات الضغط المباشر التي يُجهز لها حثيرات معينة أو تحضر بالتحثير الرطب الذي يتم تجففه بسرعة كبيرة. ففي هذه الحالة يتحتم علينا استخدام عامل مزلق كشمعات المغنسيوم بنسبة 1-2% كذلك في صناعة المضغوطات التي تحوي على مُضادات حموضة والغليسيرين ثلاثي النترات والفيتامينات المختلفة . لقد شاع المانيتول كسواغ في أقراص المضغ .
كما قد تتضمن المستحضرات المجفدة المانيتول بنسبة 20-90% وزن/وزن كحامل لتشكيل كتل متجانسة قاسية، مما يحسن المظهر الخارجي للكتل المجفدة والموجودة في الزجاجات.
يمنع المانيتول زيادة الكثافة في معلقات هيدروكسيد الألومنيوم المضادة للحموضة وذلك بنسبة أقل من 7% وزن/حجم، كما يُعتبر المانيتول ذو خصائص ملدّنة، فهو يدخل في تركيب محافظ الجيلاتين اللين التي تُعد أحد مكونات الأقراص مديدة التأثير، كما يُستخدم المانيتول في صناعة الأغذية كعامل حجمي .

### علاجياً
تُستخدم محاليل المانيتول فوق المشبعة 20-25% وزن/حجم بكثرة كمدرّ تناضحي .

## التأثير على صحة الجسم
يُعتبر المانيتول كحولاً سكرياً متواجداً بشكل طبيعي في النباتات والحيوانات فهو يشكل نسبة صغيرة في معظم الخضروات .
يتم امتصاص كميات ضئيلة منه عقب تناوله عن طريق الجهاز الهضمي، إلا أن تأثيراته الملينة تظهر لدى تناول كميات كبيرة من المانيتول. عندما يدخل بشكل أساسي بتركيب الأطعمة بحيث نتناول منه ما يفوق 20 غ يومياً عندئذ يتحتم علينا وضع لُصاقة تُشير إلى أن الاستهلاك المفرط لهذا المستحضر يؤدي إلى تظاهر آثار ملينة.
لا تتم أي عملية استقلاب على مادة المانيتول بعد حقنها وريدياً. تتم عملية عودة الامتصاص للمانيتول من الأنابيب الكلوية بنسبة 80% من المانيتول المنطرح مع الرشاحة الكبيبية وذلك خلال ثلاث ساعات .
تم تسجيل عدد من الحالات التي أظهرت آثاراً جانبية خصوصاً عند استعماله لأغراض علاجية وذلك بمحاليل مائية حقنية وذلك بنسبة 20% وزن/حجم . وبما أن كمية المانيتول المستخدمة هي أقل مما يُستلزم للأغراض العلاجية لذلك فإن احتمال حدوث تلك الآثار الجانبية يُعتبر ضئيلاً حيث قد تحدث بعض أنماط التفاعلات الأرحية وفرط التحسس عند استخدامه كسواغ .
لم تقم منظمة الصحة العالمية بتحديد الحد المستهلك اليومي المقبول ذلك أن استخدامه كعامل محلّي لا يشكّل أي خطر على الصحة .

## اقرأ أيضاً
- أغار المانيتول والملح